# Алексеевка (Прилепское сельское поселение)
Алексеевка — деревня в Залегощенском районе Орловской области России. Входит в состав Прилепского сельского поселения.

## География
Деревня находится в центральной части Орловской области, в лесостепной зоне, на берегах реки Алёшни, в пределах центральной части Среднерусской возвышенности, на расстоянии примерно 22 километров (по прямой) к северо-западу от посёлка городского типа Залегощь, административного центра района. Абсолютная высота — 199 метров над уровнем моря.

### Часовой пояс
Деревня Алексеевка, как и вся Орловская область, находится в часовой зоне МСК (московское время). Смещение применяемого времени относительно UTC составляет +3:00.

## Население
| 2010 |
| ---- |
| 4    |

### Половой состав
По данным Всероссийской переписи населения 2010 года в гендерной структуре населения мужчины составляли 50 %, женщины — соответственно также 50 %.

### Национальный состав
Согласно результатам переписи 2002 года, в национальной структуре населения русские составляли 100 % из 17 чел.

## История
В 1963 году деревни Алесеевка 1-я и Алесеевка 2-я объединены в одну деревню Алексеевка.